# Roscoe Tanner
 Roscoe Tanner (* 15. říjnu 1951 Chattanooga) je bývalý profesionální tenista.

## Finálové účasti na turnajích ATP Tour (46)

### Dvouhra – vítězství (16)
| Č.  | Datum | Turnaj                     | Povrch  | Soupeř ve finále   | Výsledek            |
| --- | ----- | -------------------------- | ------- | ------------------ | ------------------- |
| 1.  | 1974  | Denver, USA                | koberec | Arthur Ashe        | 6-2 6-4             |
| 2.  | 1974  | Christchurch, Nový Zéland  | tvrdý   | Ray Ruffels        | 6-4 6-2             |
| 3.  | 1975  | Las Vegas, USA             | tvrdý   | Ross Case          | 5-7 7-5 7-6         |
| 4.  | 1975  | Chicago, USA               | tráva   | John Alexander     | 6-1 6-7 7-6         |
| 5.  | 1976  | Cincinnati, USA            | tvrdý   | Eddie Dibbs        | 7-6 6-3             |
| 6.  | 1976  | Columbus, USA              | tvrdý   | Stan Smith         | 6-4 7-6             |
| 7.  | 1976  | San Francisco, USA         | koberec | Brian Gottfried    | 4-6 7-5 6-1         |
| 8.  | 1976  | Tokio, Japonsko            |         | Corrado Barazzutti | 6-3 6-2             |
| 9.  | 1977  | Australian Open, Melbourne | tráva   | Guillermo Vilas    | 6-3 6-3 6-3         |
| 10. | 1977  | Sydney, Austrálie          |         | Brian Teacher      | 6-3 3-6 6-3 6-7 6-4 |
| 11. | 1978  | Palm Springs, USA          | tvrdý   | Raúl Ramírez       | 6-1 7-6             |
| 12. | 1978  | New Orleans, USA           | koberec | Victor Amaya       | 6-3 7-5             |
| 13. | 1979  | Rancho Mirage, USA         | tvrdý   | Brian Gottfried    | 6-4 6-2             |
| 14. | 1979  | Washington, D.C., USA      | koberec | Brian Gottfried    | 6-4 6-4             |
| 15. | 1980  | Manchester, Velká Británie | tráva   | Stan Smith         | 6-3 6-4             |
| 16. | 1981  | Philadelphia, USA          | koberec | Wojciech Fibak     | 6-2 7-6 7-5         |